# The Hill (film 2007)
The Hill è un film per la televisione del 2007 diretto da Andy Ackerman.